# Goma
Goma är huvudstad i provinsen Norra Kivu i östra delen av Kongo-Kinshasa, och är belägen vid gränsen till Rwanda, vid Kivusjöns norra strand. Folkmängden uppgår till cirka 600 000 invånare (2019). Staden är ett regionalt administrations- och handelscentrum. Den är högkvarter för Samling för kongolesisk demokrati. Den rwandiska staden Gisenyi ligger på andra sidan gränsen.
I anslutning till oroligheterna i Rwanda 1994 flydde hundratusentals flyktingar över gränsen till Goma. Hösten 1996 blev det också väpnade sammanstötningar mellan landets regeringsarmé och tutsi-upprorsstyrkor i och omkring staden, och det uppstod en kritisk situation både med hänsyn till mat- och vattenförsörjning, sanitära förhållanden och säkerhet. 2002 fick den närliggande vulkanen Nyiragongo utbrott, och delar av staden förstördes av lava.

## Historia
Vid Berlinkonferensen 1884 erkändes Kongostaten och Tyska Östafrika. 1894 ledde den tyska upptäcktresanden Gustav Adolf von Götzen en expedition för att hävda Tysklands anspråk över Kungariket Rwanda. Götzen träffade kung Kigeli i Ngororero. Därefter fortsatte han och kom till en fiskeby vid Kivusjön som kallades Ngoma. Ngoma blev en belgisk post mitt emot Gisenyi som beboddes av tyskar.

### Flyktingkrisen 1994
I april 1994 startade folkmordet i Rwanda och från juni samma år kom dagligen över 10 000 hutuflyktingar över gränsen till Goma. Detta ledde till en svår humanitär katastrof eftersom det blev brist på mat och vatten. Efter någon vecka utbröt en koleraepidemi och tusentals flyktingar dog i läger utanför Goma.

### Första Kongokriget
Hutumilis från flyktinglägret i Goma började göra räder in i Rwanda och döda tutsimilitärer. Regeringen i Zaire under ledning av Mobutu gjorde ingenting för att stoppa denna gränskonflikt. Rwandas regering med stöd av Uganda lierade sig med AFDL, en gerillarörelse, vilket startade det första Kongokriget. Mobutu störtades och Laurent Kabila blev Kongos president i maj 1997.

### Andra Kongokriget
Kabila blev en ny diktatorisk ledare och utvisade utländska militärer som hjälpt honom till makten. Under hösten 1998 revolterade banyamulenge och bildade RCD, Samling för kongolesisk demokrati. RCD hade sitt huvudkontor i Goma och fick stöd av reguljära förband från Rwandas, Ugandas och Burundis arméer. Dessa länder hade intresse av att driva bort de kongolesiska regeringstrupperna från gränsområdet, eftersom det förekommit tutsi-fientlig propaganda lik den som föregått folkmordet i Rwanda. Det andra Kongokriget eskalerade och åtta länder och 25 väpnade grupper blev involverade i kriget. Nära fem miljoner människor miste livet. År 2001 dödades Laurent Kabila. MONUC, FN:s fredsbevarande styrkor i Kongo-Kinshasa samlade parterna till fredssamtal. Kriget upphörde 2003 och Kabilas son, Joseph Kabila valdes till president för den Demokratiska Republiken Kongo.

### Konflikter efter krigen

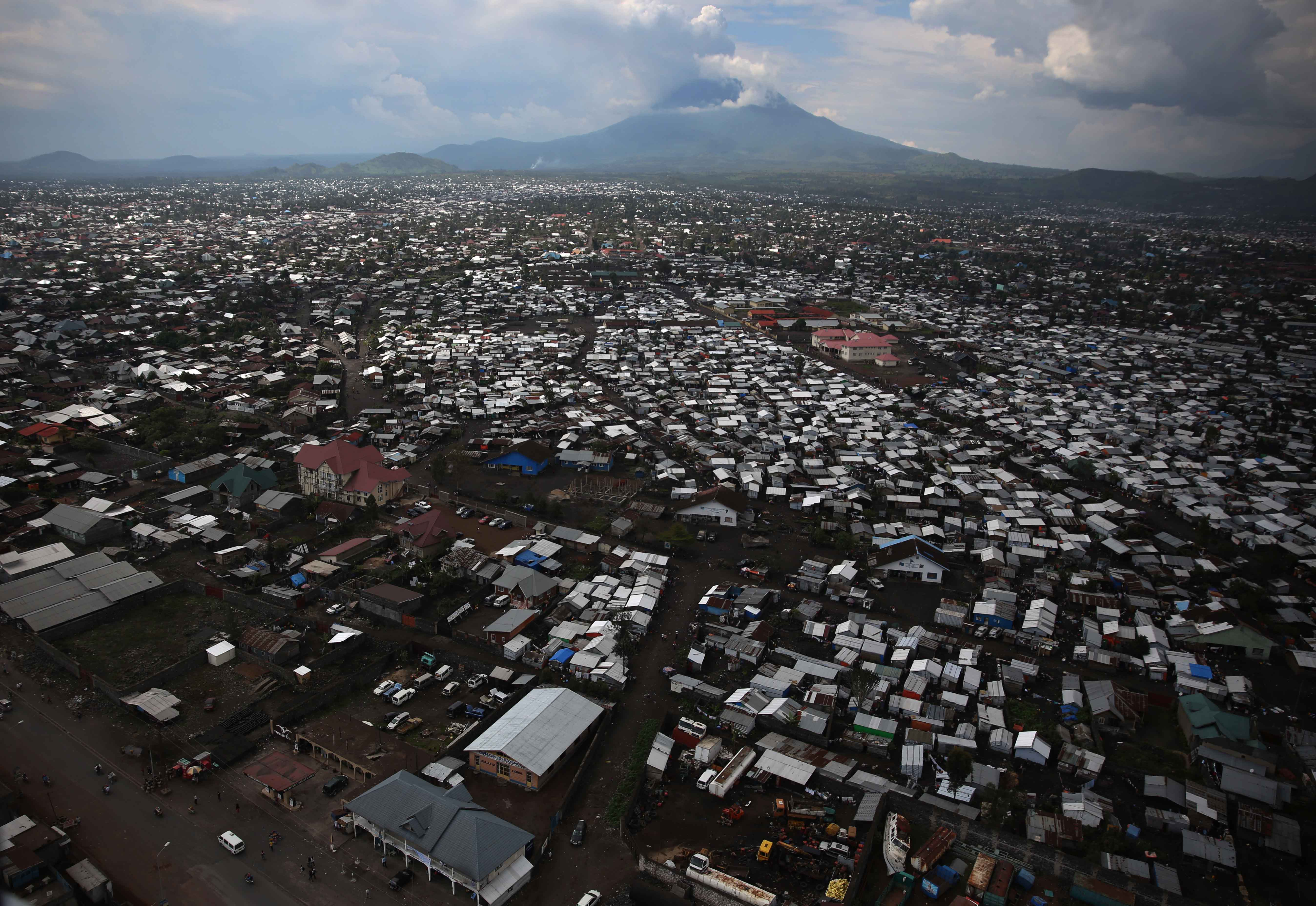
Bebyggelse i Goma med Nyiragongo i bakgrunden.

Efter 2003 har det utbrutit ett flertal väpnade konflikter. Milisgruppen FDLR finns kvar i skogarna och bergen norr och väster om Goma. De utför attacker mot tutsimilisen och banyamulenge. De kongolesiska styrkorna kan eller vill inte stoppa dessa attacker. RCD:s krigsherre Laurent Nkunda samlade 8 000 milissoldater och började attackera FDLR. I september 2007 eskalerade Kivukonflikten när general Nkunda bröt med kongolesiska regeringen och under förevändning att skydda tutsiminoriteten i östra Kongo. RCD invaderade staden Masasi nordväst om Goma. MONUC flög in kongolesiska trupper till flygplatsen i Goma och vidare med helikopter till Masasi. I oktober 2008 utbröt strider mellan FN soldater och Nkumas milis och 200 000 flyktingar flydde staden.

## Geografi
Goma ligger vid Rift Valley mellan vulkanen Nyiragongo i norr och  Kivusjön i söder. Den rwandiska staden Gisenyi ligger i öster på andra sidan gränsen. Norr om Goma ligger Afrikas äldsta nationalpark Virunga. Folkmängden har ökat kraftigt från cirka 200 000 invånare år 2000 till 600 000 år 2019.

### Klimat och miljö
Goma har ett tropiskt savannklimat, relativt svalt eftersom staden ligger på 1500 m ö.h. Goma ligger vid Kivusjön. En stor fara för befolkningen runt sjön är att den kan få ett limniskt utbrott, då stora mängder koldioxid och metan släpps ut ur håligheter under sjöbotten.

### Vulkanutbrott

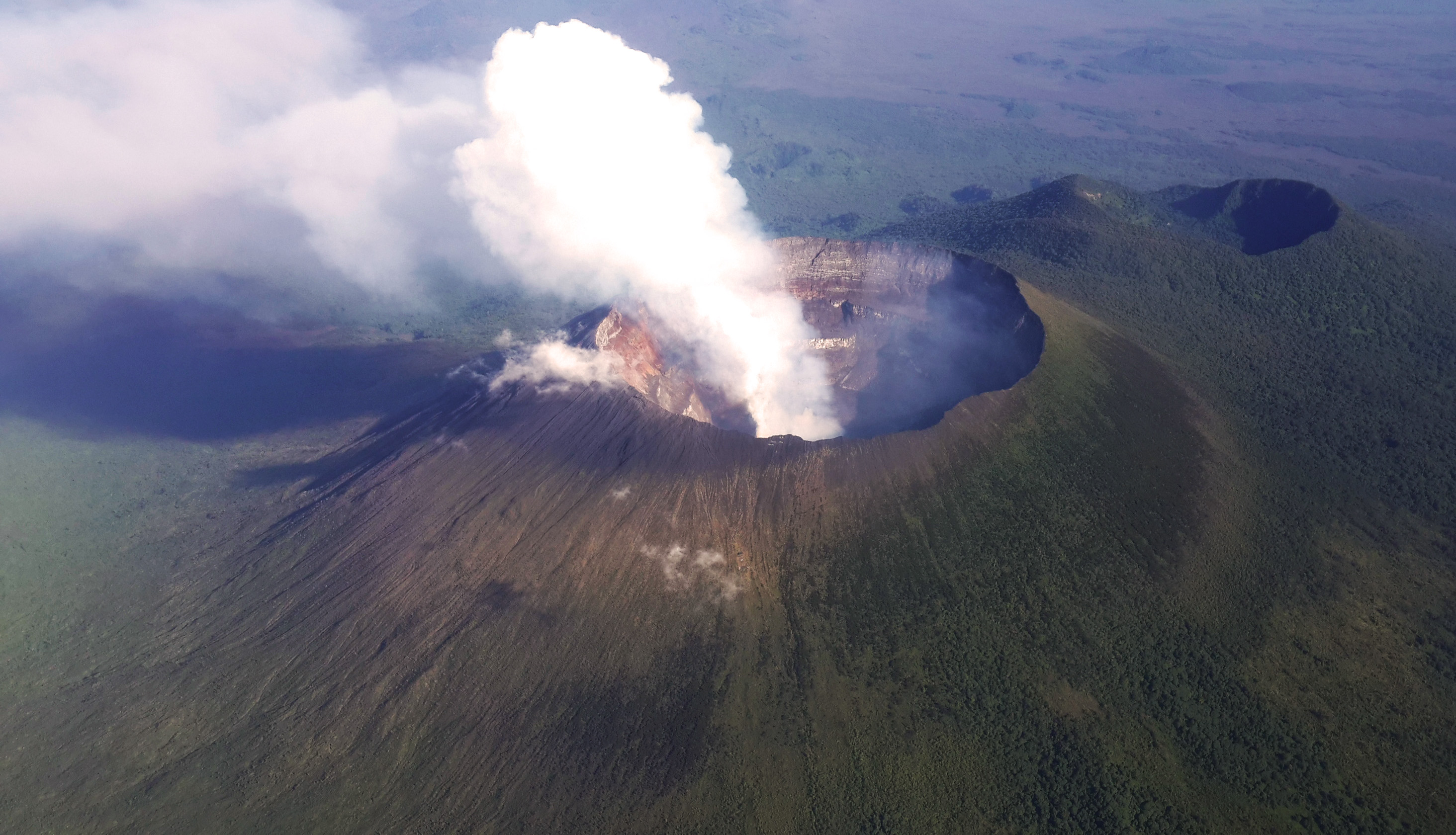
Flygbild över Nyiragongo.

Den 17 januari 2002 startade ett utbrott från Nyiragongo. En lavaström med en bredd på mellan 200 meter och en kilometer rann söderut mot Goma och förstörde 40 procent av staden. Vulkanvarning hade utfärdats och de flesta av invånarna kunde evakueras till Gisenyi. Delar av landningsbanan på Goma flygplats täcktes av lava och 4 500 byggnader förstördes. 120 000 förlorade sina hem.
I maj 2021 fick vulkanen ett nytt utbrott som återigen hotade staden och tvingade invånare att evakuera.

## Kultur
Gomas universitet grundades 1993 av Ministeriet för högre utbildning.

### Ungdomar för fred
Föreningen för unga visionärer för utveckling av Kongo (franska: AJVDC, Association de Jeunes Visionnaires pour le Développement du Congo) är en icke-våldsorganisation som bland annat arbetar för att rehabilitera barnsoldater och skapa meningsfulla arbeten för ungdomar.
Denna förening har uppmärksammats av Cities of Peace och Goma har blivit den 96:e medlemsstaden.

### Festival

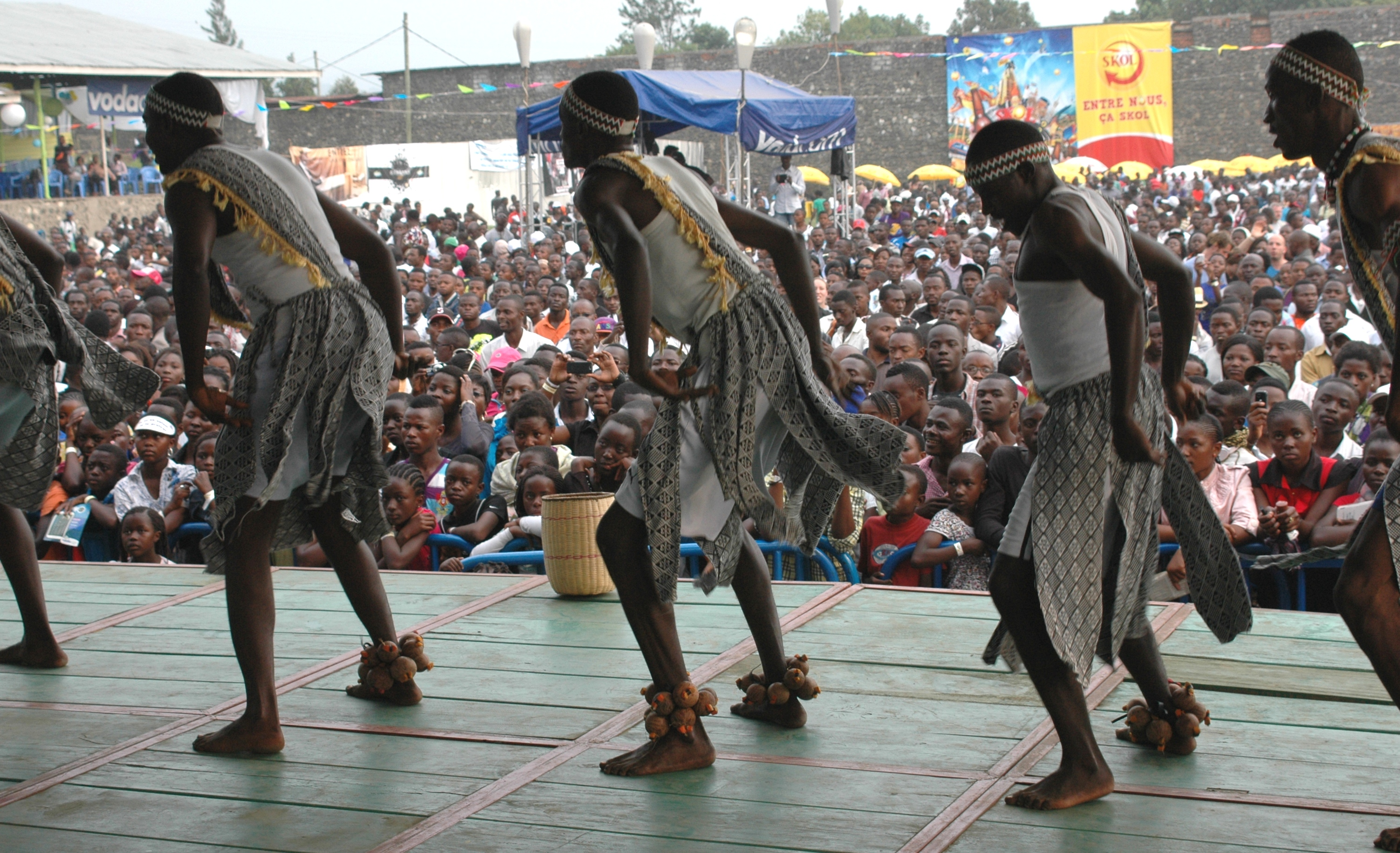
Amani-festivalen, med dansare från Burundi.

Den andra helgen i februari anordnas en internationell musikfestival, Amanifestivalen.
- 2012 juli – Salaam Kivu International Film festival anordnades i Goma.[16]

### Sport
Fotbollsklubbar:
- AS Kabasha
- DC Virunga

## Kända personer från Goma
- René Ngongo, född 1961 I Goma är biolog, miljöaktivist och försvarare av Kongos regnskogar.[17]

- Rebecca Kabugho, född 1994, är student och människorättsförsvarare.[18]
- Innocent Balume, född 1997 i Goma är sångare, låtskrivare och entreprenör. Han vill skapa arbete åt unga kongoleser.[19]